# Aukščiausioji lyga 1977
L'edizione 1977 dell'A Lyga|Aukščiausioji lyga fu la trentatreesima come campionato della Repubblica Socialista Sovietica Lituana; la vittoria andò allo Statybininkas Šiauliai, giunto al suo 2º titolo.

## Formula
La formula dell'anno precedente rimase immutata: il campionato fu disputato su due gironi ed in due fasi, ma i club partecipanti passarono a 27, con le rinunciatarie Cementas Naujoji Akmenė ed Elektronas Vilnius sostituite da Automobilininkas Jonava, Kibirkštis Vilnius e Žvejas Klaipėda. Nella prima fase i 27 club furono divisi come al solito in due gironi (Zalgiris e Nemunas) formati da 15 e 12 squadre con gare di sola andata, per un totale rispettivamente di 14 e 11 partite per squadra.
Nella seconda fase le squadre classificate ai primi quattro posti dei rispettivi gironi disputavano un torneo a otto, con punteggi azzerati rispetto alla prima fase e gare di andata e ritorno, per un totale di 14 partite. Tutte le altre rimasero nei rispettivi gironi affrontandosi nuovamente: non ci fu quindi un'unica nona o undicesima, ma due squadre considerate a pari merito none e così via; solo le ultime tre del girone Zalgiris furono classificate 25ª, 26ª e 27ª. In entrambi fu conservato il punteggio della prima fase, ma mentre nel girone Zalgiris furono disputate gare di sola andata (di fatto il ritorno della prima fase, per un totale complessivo di 24 partite per squadra), in quello Nemunas ci furono turni di andata e ritorno per un totale complessivo di 25 incontri per squadra.
In vista del cambio di formato furono retrocesse le ultime sei classificate di entrambi i gironi.

## Prima fase

### Girone Nemunas

#### Classifica finale
| Pos. | Squadra                 | Pt | G  | V  | N | P | GF | GS | DR  |
| ---- | ----------------------- | -- | -- | -- | - | - | -- | -- | --- |
| 1.   | Vienybė Ukmergė         | 21 | 11 | 10 | 1 | 0 | 37 | 7  | +20 |
| 2.   | Atmosfera Mažeikiai     | 19 | 11 | 8  | 3 | 0 | 22 | 3  | +19 |
| 3.   | Nevėžis                 | 18 | 11 | 8  | 2 | 1 | 26 | 4  | +22 |
| 4.   | Dainava Alytus          | 16 | 11 | 7  | 2 | 2 | 21 | 5  | +16 |
| 5.   | Sūduva                  | 12 | 11 | 5  | 2 | 4 | 19 | 10 | +9  |
| 6.   | Kooperatininkas Plungė  | 12 | 11 | 5  | 2 | 4 | 20 | 16 | +4  |
| 7.   | Sveikata                | 9  | 11 | 4  | 1 | 6 | 17 | 27 | -10 |
| 8.   | Automobilininkas Jonava | 8  | 11 | 4  | 0 | 7 | 12 | 40 | -28 |
| 9.   | Minija Kretinga         | 7  | 11 | 3  | 1 | 7 | 14 | 26 | -12 |
| 10.  | Impulsas Telšiai        | 4  | 11 | 2  | 0 | 9 | 12 | 25 | -13 |
| 11.  | Tauras                  | 4  | 11 | 1  | 2 | 8 | 10 | 25 | -15 |
| 12.  | Banga Gargždai          | 2  | 11 | 0  | 2 | 9 | 3  | 25 | -22 |

#### Verdetti
- Qualificate al Girone per il titolo: Dainava Alytus, Vienybė Ukmergė, Atmosfera Mažeikiai e Nevėžis Kėdainiai.

### Girone Žalgiris

#### Classifica finale
| Pos. | Squadra                | Pt | G   | V | N | P  | GF | GS | DR  |
| ---- | ---------------------- | -- | --- | - | - | -- | -- | -- | --- |
| 1.   | Kelininkas Kaunas      | 22 | 14  | 8 | 6 | 0  | 34 | 9  | +25 |
| 2.   | Statybininkas Šiauliai | 20 | 14  | 7 | 6 | 1  | 19 | 8  | +11 |
| 3.   | Tauras Šiauliai        | 20 | 14  | 8 | 4 | 2  | 20 | 11 | +9  |
| 4.   | Banga Kaunas           | 20 | 14  | 7 | 6 | 1  | 18 | 12 | +6  |
| 5.   | Šviesa Vilnius         | 19 | 14  | 7 | 5 | 2  | 17 | 8  | +9  |
| 6.   | Granitas Klaipėda      | 18 | 14  | 6 | 6 | 2  | 20 | 9  | +11 |
| 7.   | Atletas Kaunas         | 16 | 14  | 7 | 2 | 5  | 20 | 20 | +0  |
| 8.   | Inkaras Kaunas         | 15 | 14  | 5 | 5 | 4  | 15 | 14 | +1  |
| 9.   | Pažanga Vilnius        | 13 | 14  | 4 | 5 | 5  | 14 | 14 | +0  |
| 10.  | Statyba Panevėžys      | 10 | 14  | 4 | 2 | 8  | 24 | 27 | -3  |
| 11.  | Aušra Vilnius          | 10 | 14  | 2 | 6 | 6  | 10 | 16 | -6  |
| 12.  | Politechnika Kaunas    | 10 | 14  | 1 | 8 | 5  | 8  | 17 | -9  |
| 13.  | Ekranas                | 8  | 14  | 0 | 8 | 6  | 9  | 21 | -12 |
| 14.  | Kibirkštis Vilnius     | 5  | 143 | 1 | 3 | 10 | 7  | 34 | -27 |
| 15.  | Žvejas Klaipėda        | 4  | 14  | 1 | 2 | 11 | 7  | 22 | -15 |

#### Verdetti
- Qualificate al Girone per il titolo: Banga Kaunas, Tauras Šiauliai, Kelininkas Kaunas e Statybininkas Šiauliai.

## Seconda fase

### Girone per il titolo
|                        | Pos. | Squadra                | Pt | G  | V | N | P  | GF | GS | DR  |
| ---------------------- | ---- | ---------------------- | -- | -- | - | - | -- | -- | -- | --- |
| RSS Lituana (bandiera) | 1.   | Statybininkas Šiauliai | 21 | 14 | 9 | 3 | 2  | 17 | 10 | +7  |
|                        | 2.   | Kelininkas Kaunas      | 18 | 14 | 7 | 4 | 3  | 26 | 9  | +5  |
|                        | 3.   | Atmosfera Mažeikiai    | 18 | 14 | 7 | 4 | 3  | 19 | 15 | +4  |
|                        | 4.   | Dainava Alytus         | 17 | 14 | 7 | 3 | 4  | 19 | 12 | +7  |
|                        | 5.   | Nevėžis                | 14 | 14 | 6 | 2 | 6  | 18 | 14 | +4  |
|                        | 6.   | Vienybė Ukmergė        | 13 | 14 | 6 | 1 | 7  | 28 | 24 | +4  |
|                        | 7.   | Tauras Šiauliai        | 6  | 14 | 3 | 0 | 11 | 17 | 35 | -18 |
|                        | 8.   | Banga Kaunas           | 5  | 14 | 2 | 1 | 11 | 7  | 32 | -25 |

### Girone Nemunas
|  | Pos. | Squadra                 | Pt | G  | V  | N  | P  | GF | GS | DR  |
|  | ---- | ----------------------- | -- | -- | -- | -- | -- | -- | -- | --- |
|  | 9.   | Sūduva                  | 36 | 25 | 15 | 6  | 4  | 59 | 22 | +27 |
|  | 11.  | Kooperatininkas Plungė  | 29 | 25 | 12 | 54 | 8  | 45 | 36 | +9  |
|  | 13.  | Minija Kretinga         | 24 | 25 | 10 | 4  | 11 | 35 | 47 | -12 |
|  | 15.  | Sveikata Kybartai       | 21 | 25 | 8  | 5  | 12 | 38 | 43 | -5  |
|  | 17.  | Automobilininkas Jonava | 19 | 25 | 8  | 3  | 14 | 27 | 62 | -35 |
|  | 19.  | Impulsas Telšiai        | 14 | 25 | 6  | 2  | 17 | 35 | 52 | -17 |
|  | 21.  | Tauras                  | 14 | 25 | 5  | 4  | 16 | 31 | 59 | -28 |
|  | 23.  | Banga Gargždai          | 13 | 25 | 5  | 3  | 17 | 19 | 52 | -33 |

### Girone Žalgiris
|  | Pos. | Squadra             | Pt | G  | V  | N  | P  | GF | GS | DR  |
|  | ---- | ------------------- | -- | -- | -- | -- | -- | -- | -- | --- |
|  | 9.   | Granitas Klaipėda   | 34 | 24 | 12 | 10 | 2  | 32 | 14 | +18 |
|  | 11.  | Šviesa Vilnius      | 33 | 24 | 13 | 7  | 4  | 31 | 13 | +18 |
|  | 13.  | Atletas Kaunas      | 31 | 24 | 13 | 5  | 6  | 39 | 30 | +9  |
|  | 15.  | Pažanga Vilnius     | 28 | 24 | 10 | 8  | 6  | 27 | 19 | +8  |
|  | 17.  | Politechnika Kaunas | 25 | 24 | 7  | 11 | 6  | 19 | 23 | -4  |
|  | 19.  | Inkaras Kaunas      | 22 | 24 | 8  | 6  | 10 | 24 | 34 | -10 |
|  | 21.  | Statyba Panevėžys   | 20 | 24 | 8  | 4  | 12 | 42 | 40 | +2  |
|  | 23.  | Aušra Vilnius       | 15 | 24 | 3  | 9  | 12 | 14 | 26 | -12 |
|  | 25.  | Ekranas             | 14 | 24 | 2  | 10 | 12 | 18 | 39 | -21 |
|  | 26.  | Kibirkštis Vilnius  | 9  | 24 | 2  | 5  | 17 | 13 | 48 | -35 |
|  | 27.  | Žvejas Klaipėda     | 7  | 24 | 1  | 5  | 18 | 13 | 37 | -24 |